# Leptothorax simoni
Leptothorax simoni är en myrart som först beskrevs av Carlo Emery 1895.  Leptothorax simoni ingår i släktet smalmyror, och familjen myror. Inga underarter finns listade i Catalogue of Life.